# Französischer Ahorn
Der Französische Ahorn (Acer monspessulanum), auch Französischer Maßholder, Felsen-Ahorn oder Burgen-Ahorn genannt, ist eine Pflanzenart aus der Gattung der Ahorne (Acer) innerhalb der Familie der Seifenbaumgewächse (Sapindaceae).

## Beschreibung

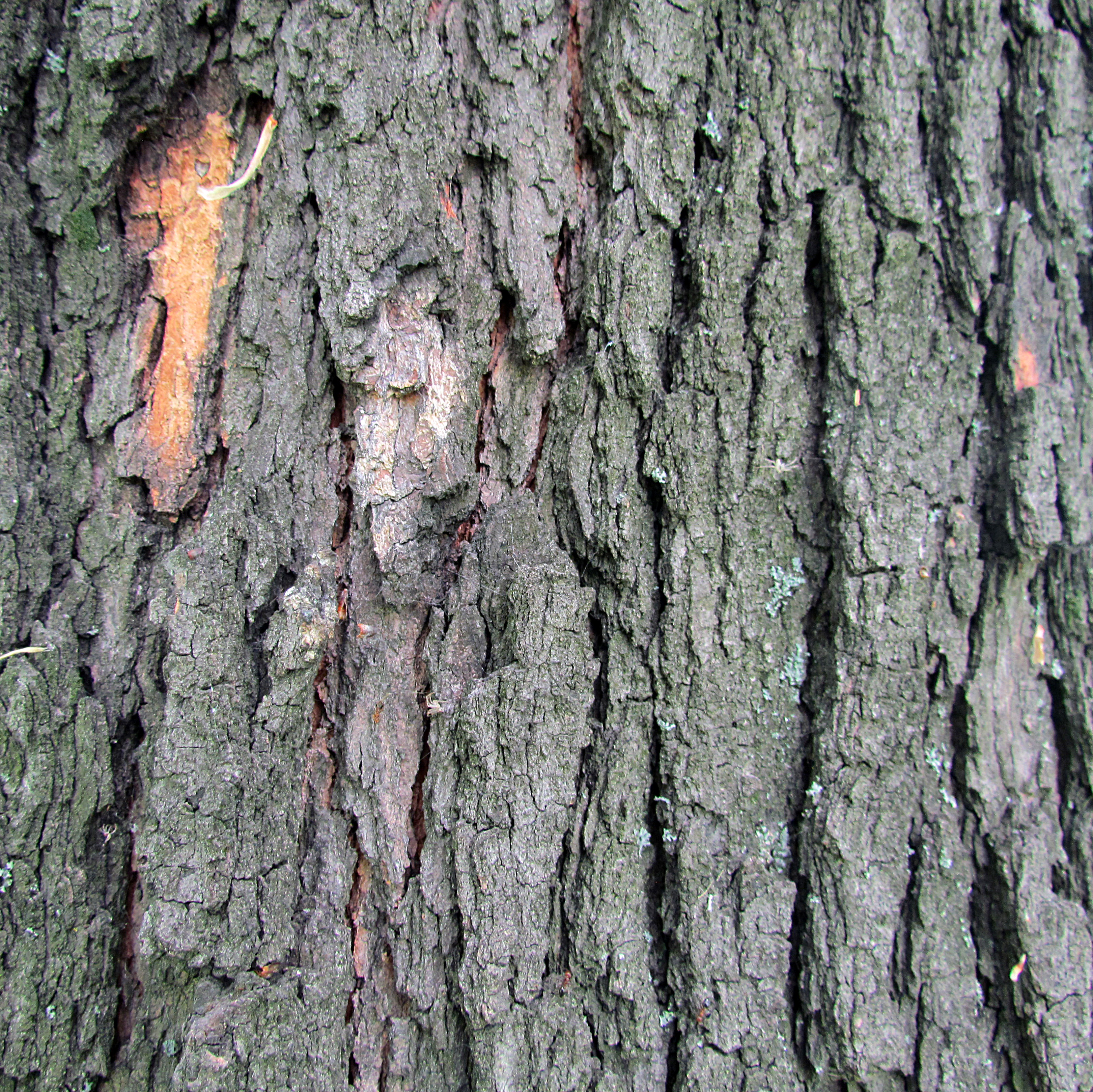
Borke

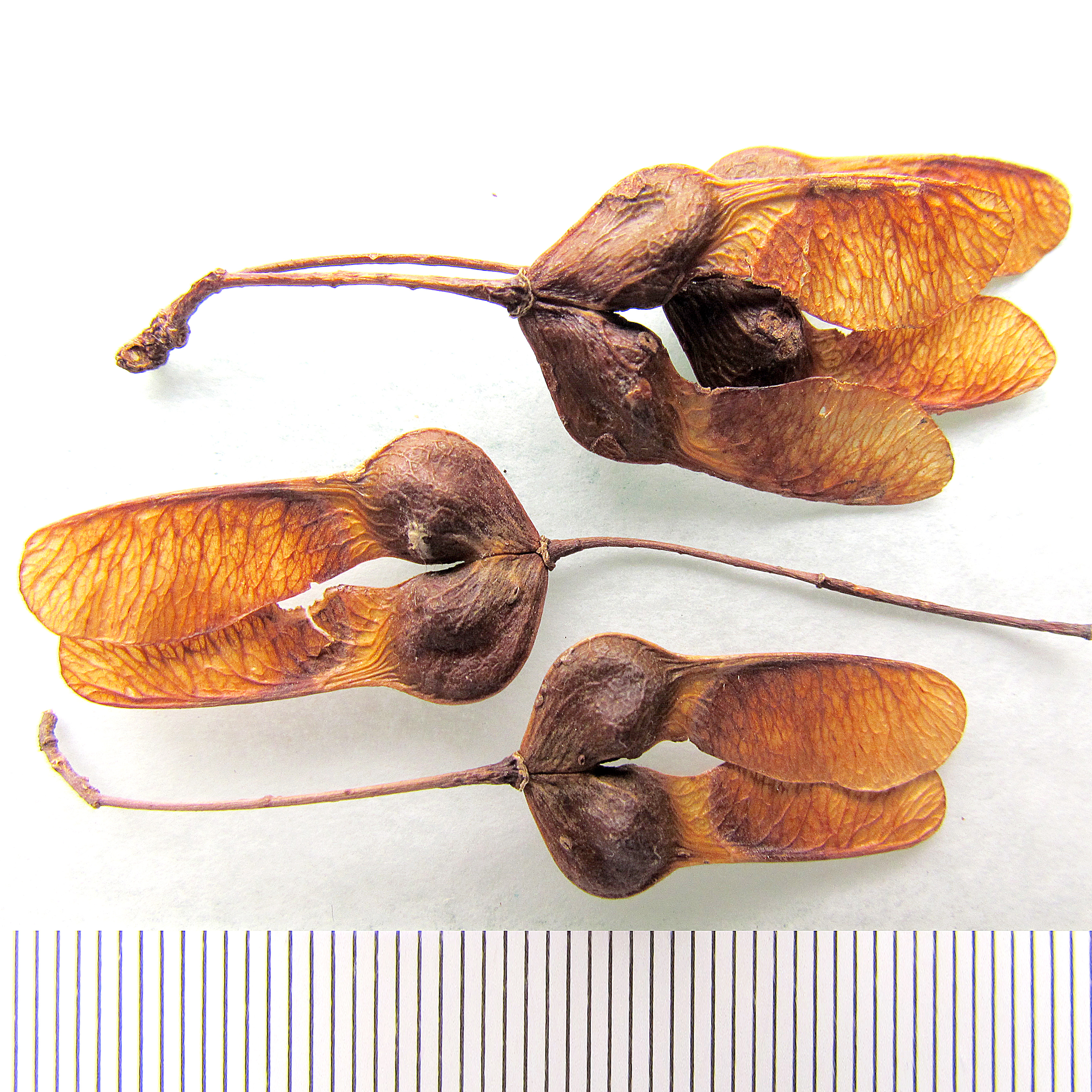
Früchte

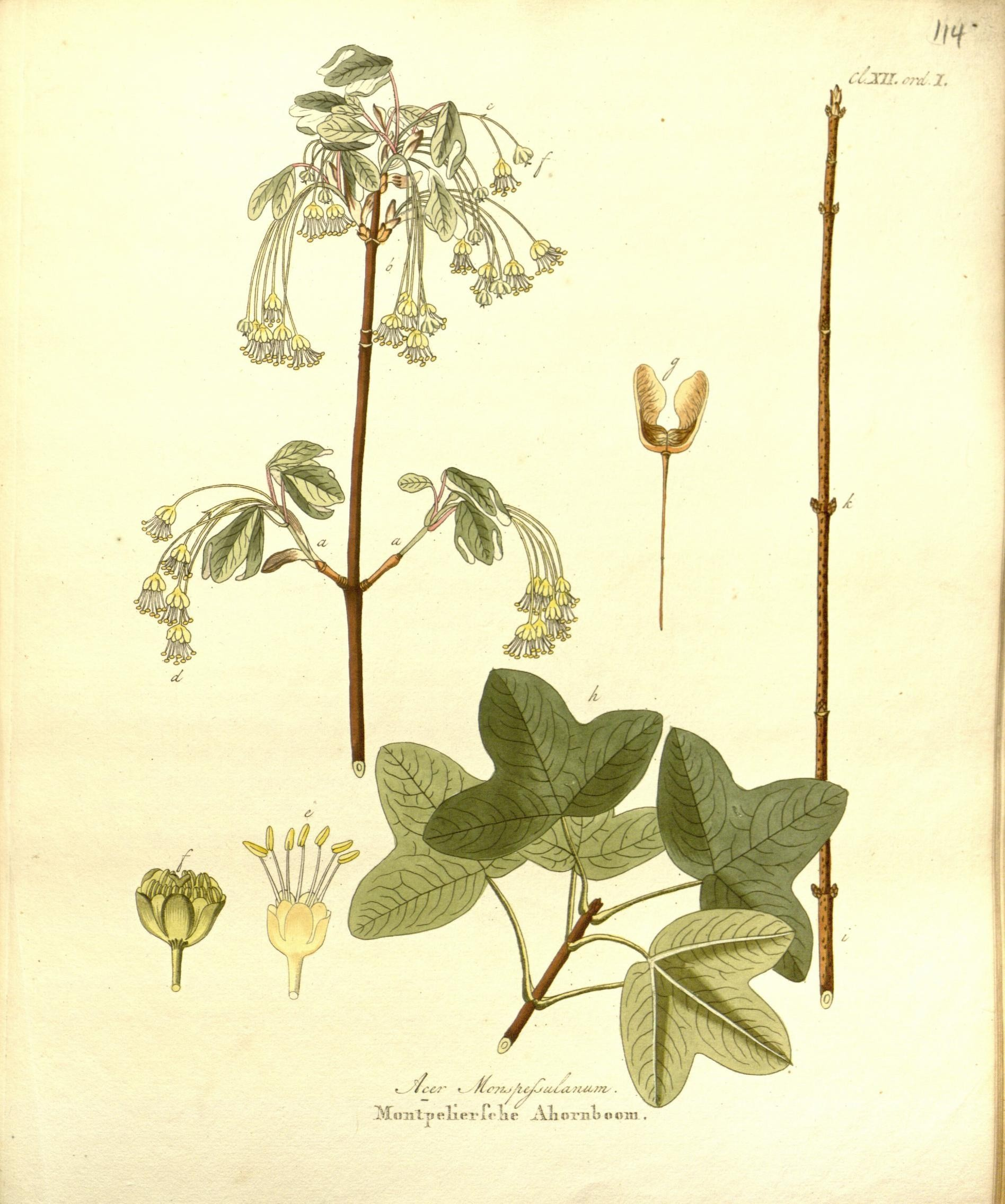
Illustration aus Afbeeldingen der fraaiste, meest uitheemsche boomen en heesters, Tafel 114

### Vegetative Merkmale
Der Französische Ahorn wächst als meist sommergrüner bis halbimmergrüner Strauch oder kleiner Baum. Als Baum erreicht der Französische Ahorn an Naturstandorten Wuchshöhen von 6 bis 10, selten bis über 15 Metern. Er ist meist sparrig verzweigt mit einer unregelmäßigen Baumkrone. Es ist kein Milchsaft vorhanden. Der Stammdurchmesser erreicht über 0,8 Meter, selten bis über 1,3 Meter. Die anfangs graue, später hellbraune bis graue Borke wird im Alter rissig und teils abblätternd. Die Rinde der dünnen Zweige ist kahl und grün oder rötlich. Die Knospen sind eiförmig mit spitzem oberen Ende. Die vielen, braunen Knospenschuppen überdecken sich paarweise und besitzen weiß bewimperte Ränder.
Die gegenständig an den Zweigen angeordneten Laubblätter sind in Blattstiel und -spreite gegliedert. Der grüne oder rote Blattstiel ist meist 2 bis 6 (1,5 bis 7) Zentimeter lang und verbreitert sich in Richtung seiner Basis. Die mehr oder weniger ledrig-derben, sehr variabel geformten Blattspreiten sind bei einer Länge von 3 bis 6 Zentimetern sowie einer Breite von 4 bis 7, selten bis zu 9 Zentimetern im Umriss breit pentagonal bis eiförmig oder quer-elliptisch mit gestutzter bis gerundeter oder leicht herzförmiger Basis. Die Blattspreite ist gelappt bis gespalten in drei oder fünf etwa gleich große, bei einer Länge von 1,5 bis 4,5 Zentimetern sowie einer Breite von 2 bis 6,5, bei Zentimetern (bei Acer monspessulanum subsp. ibericum 7 × 9 Zentimetern) dreieckige bis eiförmige, am oberen Ende gerundete bis stumpfe oder spitze bis zugespitzte Blattlappen geteilt. Wenn es fünf Blattlappen sind, dann sind die unteren kleiner. Die Blattlappen sind meist ganzrandig bis geschweift oder seltener grob gezähnt bis gesägt. Die Blattoberseite ist dunkel-grün, kahl und glänzend. Die Unterseite ist heller oder grau-grün und anfangs, oft nur an den Blattadern, weich behaart, später verkahlend bis mehr oder weniger behaart. Im Herbst ist das Laub auffallend gelb, selten auch orangegelb gefärbt.

### Generative Merkmale
Der Französische Ahorn ist einhäusig monözisch. Während oder kurz bevor sich die Laubblätter entfaltet haben, erfolgt die Blütezeit, die von April bis Mai reicht. Wenige (zehn bis mehr) Blüten sind in einem hängenden, schirmrispigen Blütenstand gruppiert.
Die kleine, funktionell eingeschlechtliche, weißlich-gelbliche bis gelblich-grüne und gestielte Blüte ist radiärsymmetrisch und fünfzählig mit doppelter Blütenhülle. Der Kelch und die Krone sind fast gleichartig. Die fünf Kelchblätter sind eiförmig. Die fünf Kronblätter sind bei einer Länge von 4 bis 5 Millimetern verkehrt-eiförmig. Es sind zwei Kreise mit je vier leicht vorstehenden Staubblättern vorhanden. Der abgeflachte Fruchtknoten ist oberständig und behaart bis kahl. Bei männlichen Blüten ist ein Pistillode und bei weiblichen Blüten sind Staminodien mit Antheroden vorhanden. Die Narbenäste sind weißlich bis grünlich. Es ist jeweils ein Diskus vorhanden.
Die zweiteiligen Flügelnüsse (Samaras) zerfallen zur Reife in ihre beiden einsamigen Teilfrüchte, die bei einer Länge von 2 bis zu 2,5 Zentimeter, sowie einer Breite von 5 bis 9 Millimetern gerundet oder kantig und geflügelt sind. Die anfangs rötlich gefärbten Fruchtflügel stehen in Richtung des Fruchtstiels gesehen meist parallel oder überlappend bis rechtwinklig zueinander.
Die Chromosomengrundzahl beträgt x = 13; es liegt Diploidie mit einer Chromosomenzahl 2n = 26 vor.

## Ökologie
Die Früchte reifen im September.
In trockenen Jahren kann das Blattwerk schon im Sommer völlig eintrocknen, ohne dass die Bäume nachhaltigen oder sichtbaren Schaden tragen. Die Blüten sondern reichlich Nektar ab und werden von Insekten, vor allem Bienen aufgesucht. Die Verbreitung der Früchte erfolgt durch den Wind. Zwischen Fruchtreife und Verbreitung kann eine große Zeitspanne liegen. Die Keimung erfolgt im zeitigen Frühjahr. Die Jungpflanzen sind sehr lichtbedürftig und weniger wüchsig als der ähnliche Feld-Ahorn.

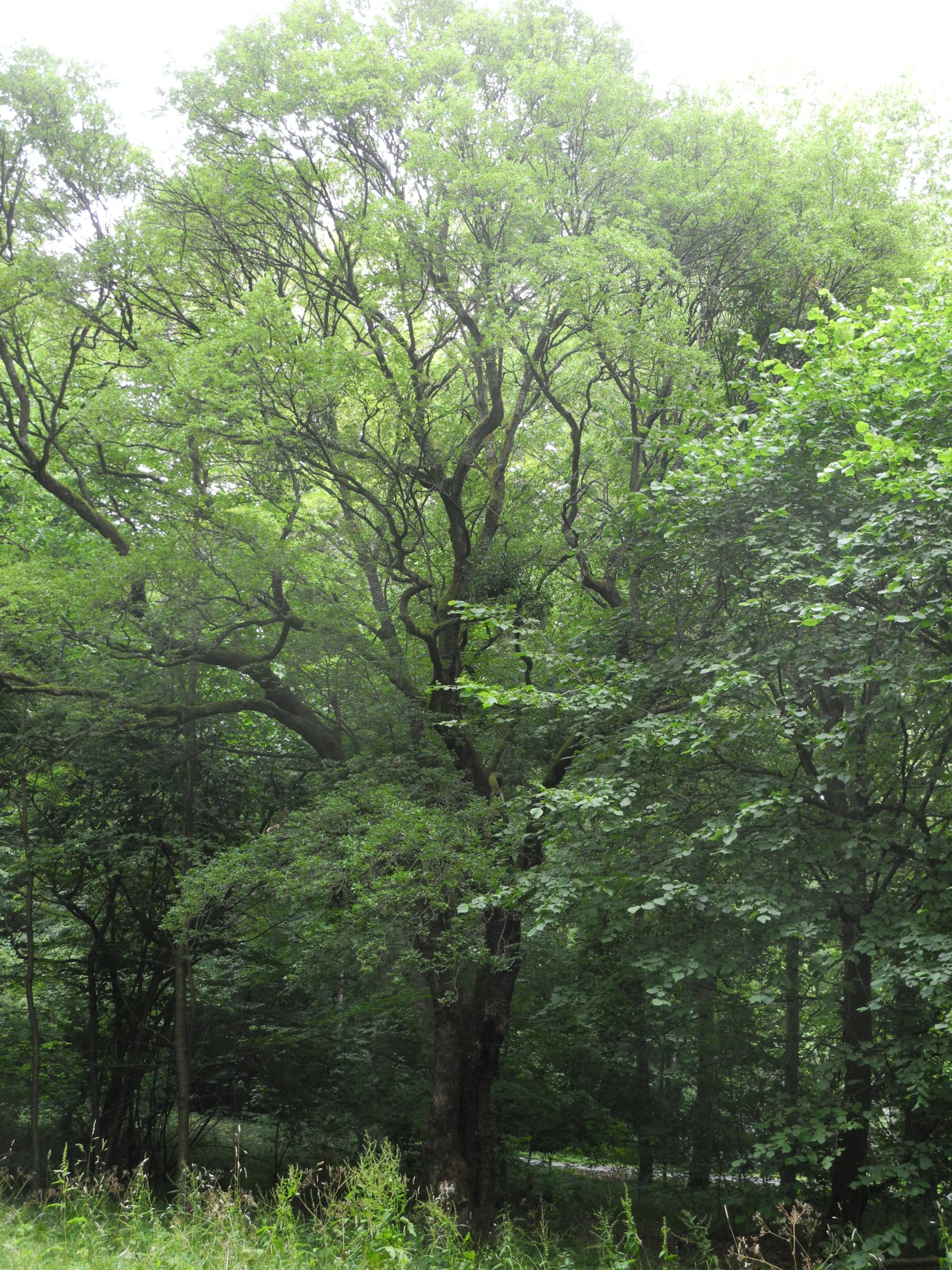
Habitus im Sommer
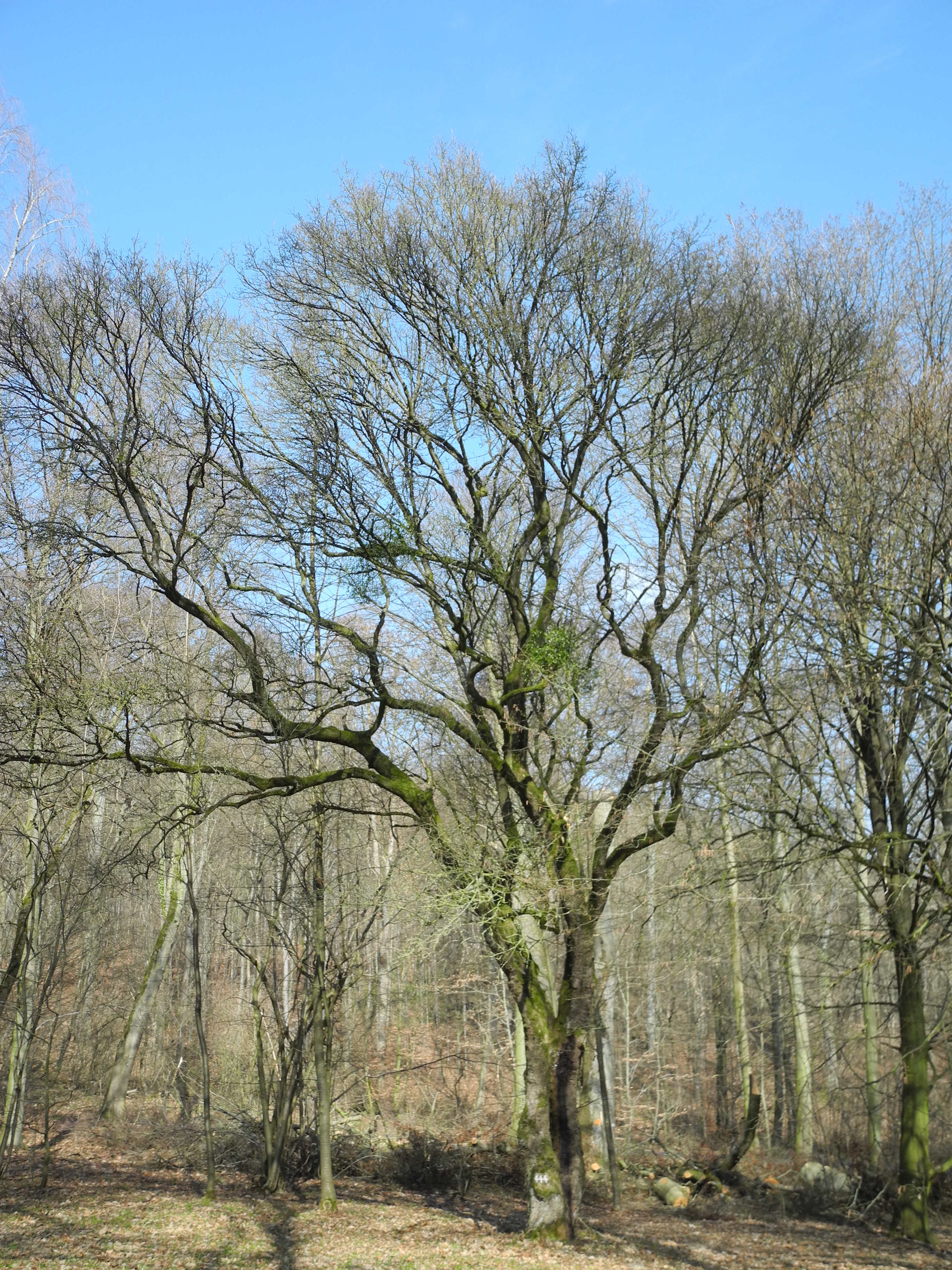
Habitus im Winter
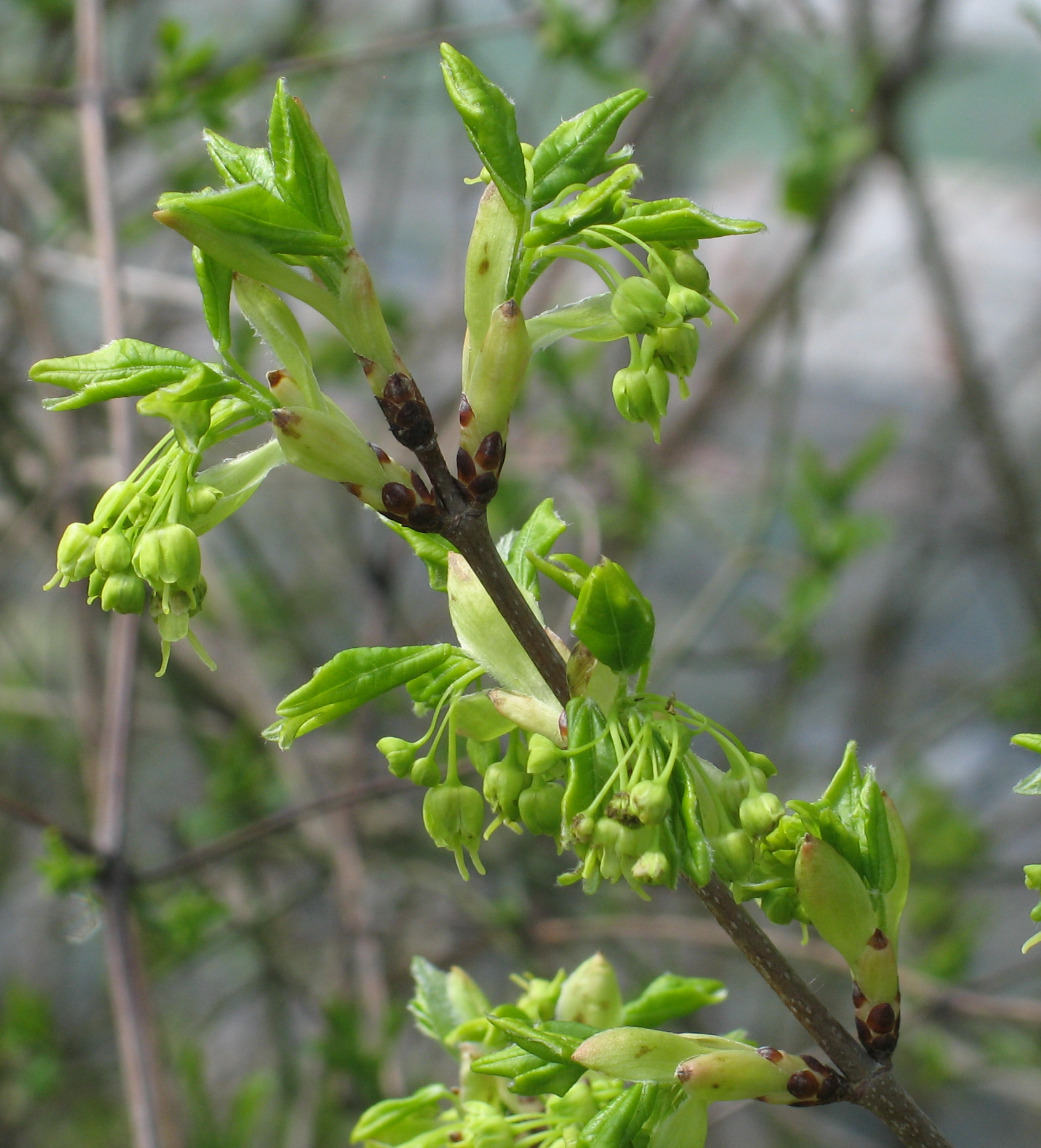
Zweig mit Blüten
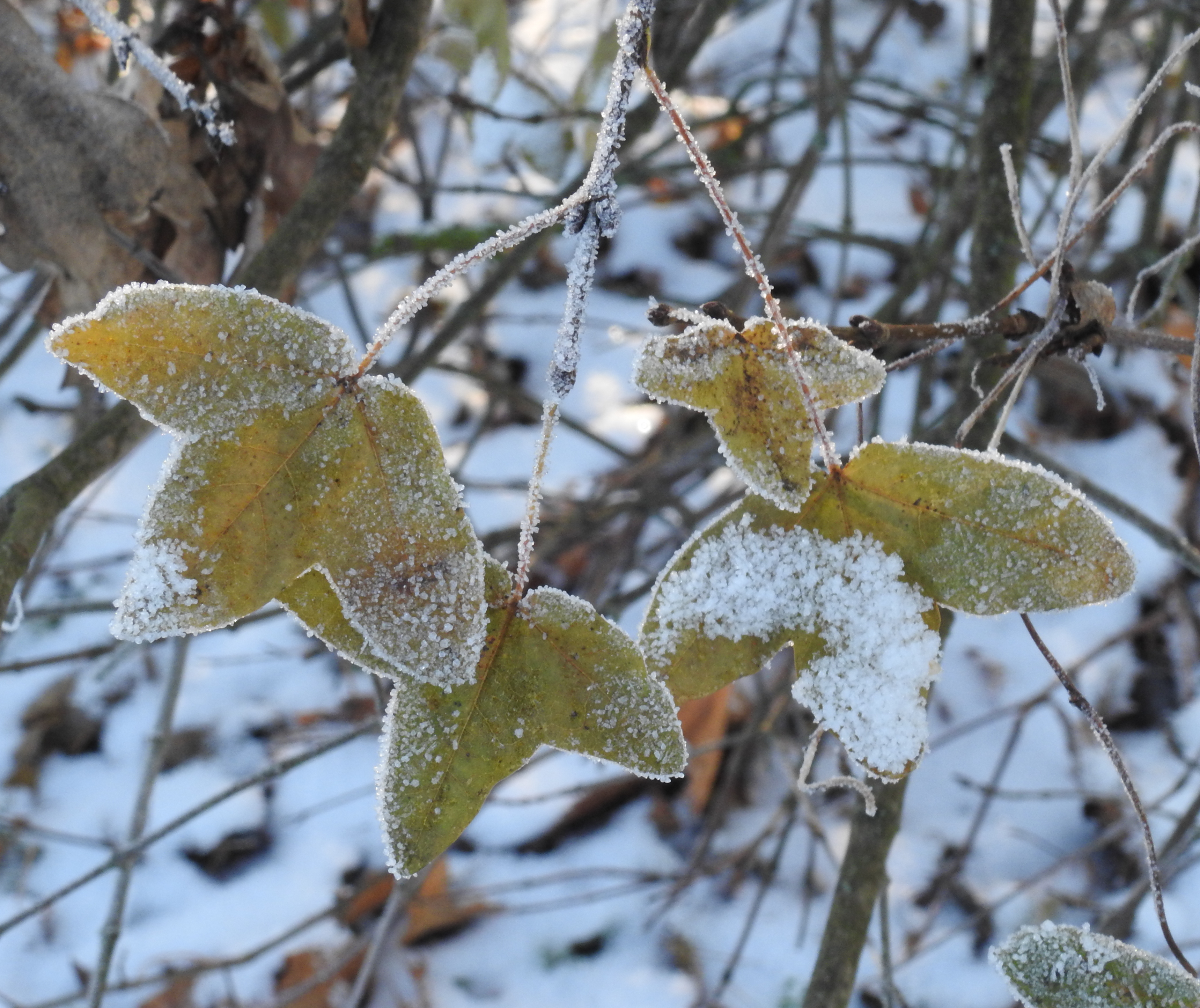
Blätter im Winter

## Systematik und Verbreitung

### Taxonomie
Die Erstveröffentlichung von Acer monspessulanum erfolgte 1753 durch Carl von Linné in Species Plantarum, Tomus II, S. 1056. Das Artepitheton monspessulanum bedeutet „aus Montpellier“ in Südfrankreich.

Verbreitung des Französischen Ahorns
Natürliche Verbreitung× Isolierte Populationen

Das Hauptverbreitungsgebiet des Französischen Ahorns ist der Mittelmeerraum. Die Unterarten weisen jeweils nur ein relativ kleines Areal auf. Es gibt Fundortangaben für das nördliche Algerien, Marokko, Gibraltar, Spanien, Portugal, Andorra, Südfrankreich, Korsika, Sardinien, Sizilien, Italien, Deutschland, früheres Jugoslawien, Albanien, Bulgarien, Rumänien, Griechenland, die Türkei, den nördlichen Irak, Iran, Libanon, Syrien, Armenien, Aserbaidschan und das südliche Turkmenistan. Er steigt im Kaukasus bis in eine Höhenlage von etwa 1700 Metern, im Atlasgebirge in eine Höhenlage von etwa 2000 Metern auf.

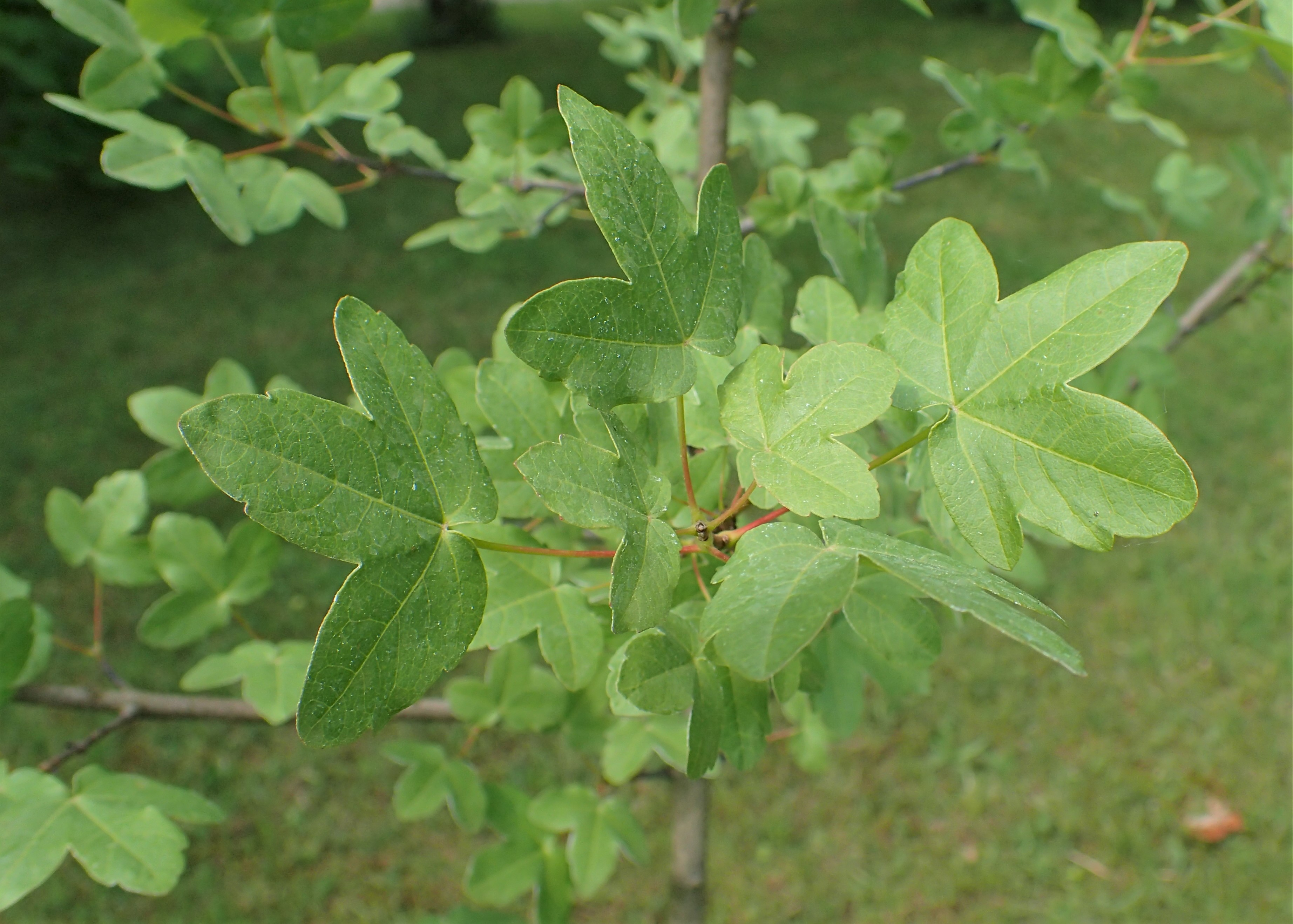
Zweig mit jungen Laubblättern von Acer monspessulanum subsp. ibericum

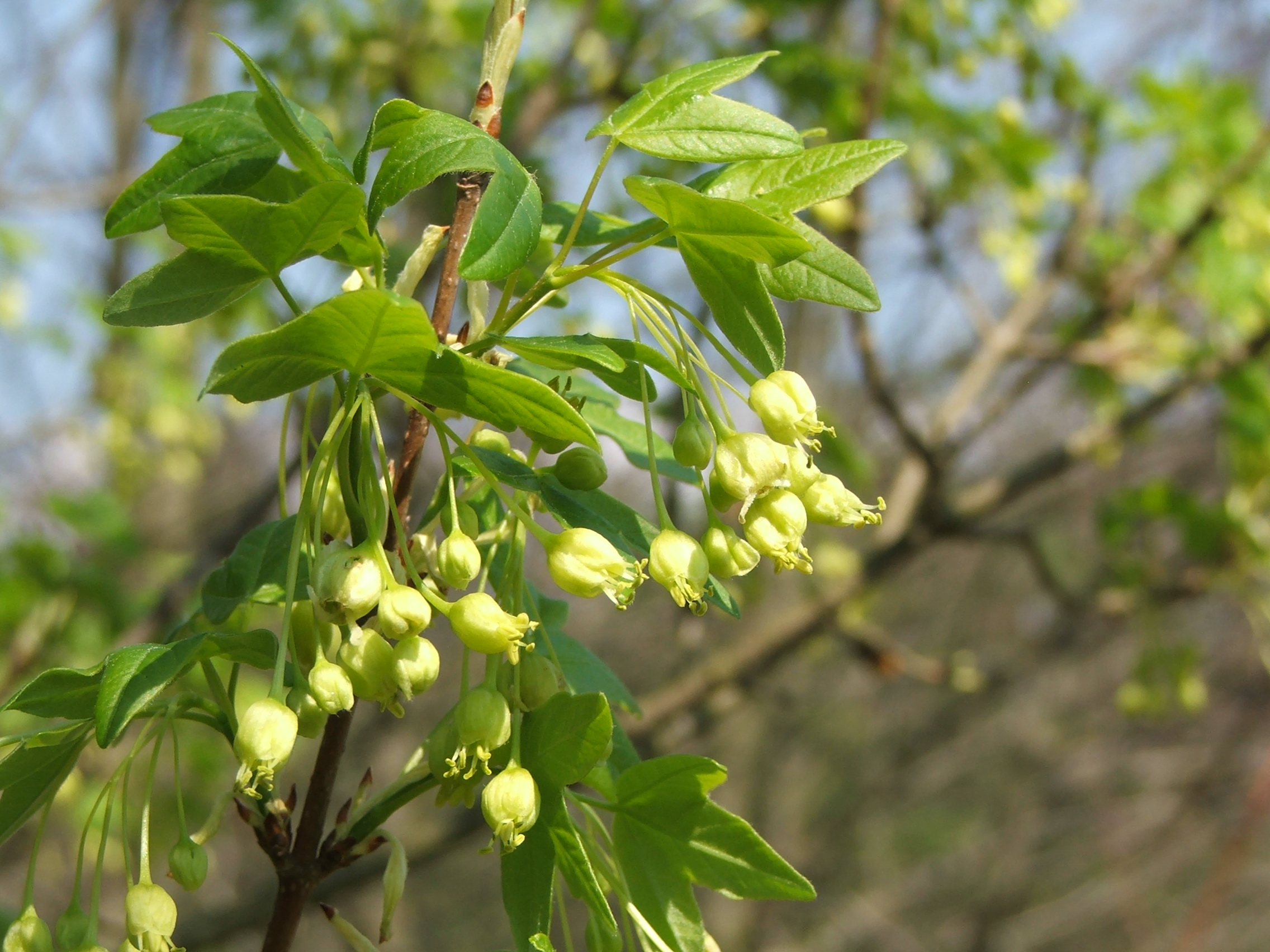
Zweig mit jungen Laubblättern und Blütenständen von Acer monspessulanum subsp. turcomanicum

### Unterarten
Von der Art Acer monspessulanum gibt es je nach Autor mehrere Unterarten:
- Acer monspessulanum subsp. assyriacum (Pojark.) Rech. f.:[7] Sie kommt in Iran, im Irak sowie in der östlichen Türkei vor.[10]
- Acer monspessulanum subsp. athoum (Bornm. & Sint.) F.K.Mey.: Diese Neukombination erfolgte 2011.[7]
- Acer monspessulanum subsp. cinerascens (Boiss.) Yalt.:[7] Sie kommt in der Türkei, im Irak, Libanon sowie im westlichen Iran vor.[10]
- Acer monspessulanum subsp. ibericum (Willd.) Yalt.:[7] Sie kommt in Kaukasien, in der Türkei sowie im Iran vor.[10]
- Acer monspessulanum subsp. microphyllum (Boiss.) Bornm.: Sie kommt in Bosnien und Herzegowina, Griechenland,[7] im Libanon, in Palästina, Syrien und in der südlichen Türkei vor.[10]
- Acer monspessulanum L. subsp. monspessulanum:[7] Sie ist in Spanien, Portugal, Griechenland, in der Türkei, in der südlichen Ukraine, Georgien, in Südfrankreich, in Deutschland (nur in Tälern des Rheins, der Mosel sowie der Nahe), im Schweizer sowie Französischen Jura, in Westasien, Iran, Marokko, Tunesien und Algerien verbreitet.[10]
- Acer monspessulanum subsp. oksalianum Yalt.[7] Dieser Endemit kommt nur in der südöstlichen Türkei und im Iran vor.[10][11]

Bei manchen Autoren gibt es zusätzlich die Unterarten:
- Acer monspessulanum subsp. loscosii (Rouy) P.Fourn.: Sie kommt von Spanien über Andorra bis Frankreich sowie Monaco vor. Sie hat bei einigen Autoren auch den Rang einer Art Acer loscosii Rouy.[7]
- Acer monspessulanum subsp. martinii (Jord.) P.Fourn.: Sie kommt in Algerien, Marokko, Korsika sowie Frankreich vor. Sie hat bei einigen Autoren auch den Rang einer Art Acer martinii Jord.[7] Es handelt sich vielleicht um Acer ×martinii Jordan.
- Acer monspessulanum subsp. persicum (Pojark.) Rech. f.: Sie kommt nur im zentralen Iran vor.[10]
- Acer monspessulanum subsp. turcomanicum (Pojark.) E.Murr.: Sie kommt im Iran und in Turkmenistan vor.[10]

### Hybride
Der Französische Ahorn bildet Hybride mit anderen Arten der Gattung Ahorne:
- Acer ×bornmuelleri Borb. = Acer campestre × Acer monspessulanum
- Acer ×bosei Spach = Acer monspessulanum × Acer tataricum
- Acer ×coriaceum Bosc ex Tausch = Acer monspessulanum × Acer opalus subsp. obtusatum
- Acer ×durettii Pax = Acer monspessulanum × Acer pseudoplatanus
- Acer ×martinii Jordan = Acer monspessulanum × Acer opalus
- Acer ×rotundilobium Schwerin = Acer opalus subsp. obtusatum × Acer monspessulanum

## Vorkommen in Mitteleuropa
Von Frankreich ausstrahlend ist die Unterart Acer monspessulanum subsp. monspessulanum in Deutschland im Mittelrheingebiet, im Mosel- und Nahetal heimisch. Östlich des Rheins kommt er in Unterfranken vor, ist aber dort vielleicht nur aus Burggärten verwildert. Daher kommt wohl auch die regionale Bezeichnung „Burgen-Ahorn“.
Der Französische Ahorn gedeiht am besten auf nährstoffreichen, lockeren Lehmböden und einen warmen Standort, dabei zieht er volle Sonne dem Halbschatten vor. Deshalb findet man ihn nur an Waldrändern oder gut besonnten Gebüschen in klimabegünstigten Lagen. Er erreicht in Südwestdeutschland die Nordgrenze seiner Verbreitung. Der Felsenahorn-Traubeneichen-Wald (Aceri monspessulani-Quercetum petraeae) ist dabei eine charakteristische rheinische Waldgesellschaft. Sehr selten finden sich vereinzelte Exemplare aber auch in den klimagünstigen Lagen des oberen Elbtals, beispielsweise am Burgberg in Meißen. Überregional ist der Französische Ahorn eine Charakterart der Ordnung Quercetalia pubescentis. Er kommt aber auch in Pflanzengesellschaften des Verbands Berberidion vor.